# Brännkyrka gymnasium
Brännkyrka gymnasium var en gymnasieskola i stadsdelen Midsommarkransen, belägen precis intill gränsen till stadsdelen Liljeholmen, inom Stockholms kommun, intill Essingeleden. Gymnasieverksamheten bedrevs från 1966 till 2013, då gymnasieverksamheten under namnet lades ner på grund av vikande elevunderlag. En ny skola, Midsommarkransens gymnasium, tog dock över och driver gymnasieverksamhet i skolans tidigare lokaler. 
Gymnasiet använde Brännkyrkahallen precis nedanför skolan för gymnastikundervisning.

## Historik fram till 1970
Skolan grundades som Brännkyrka samrealskola 1948 tillfördes ett kommunalt gymnasium 1952 och blev 1958 Brännkyrka högre läroverk (med tillägget till 1961 och kommunala gymnasiet). Skolan kommunaliserades 1966 samtidigt som namnet ändrades till Brännkyrka gymnasium. Studentexamen gavs från 1955 till 1968 och realexamen från 1951 till 1961.
Skolbyggnaden ritades av arkitekten Paul Hedqvist och uppfördes 1951 och togs i bruk 1952.